# Victor Sjöström
Victor David Sjöström (ˈvɪktɔɾ ˈɧœˈstɾœmⓘ) (Silbodal; 20 de septiembre de 1879-Estocolmo; 3 de enero de 1960) fue un director, actor y guionista pionero sueco. Comenzó su carrera en Suecia, antes de trasladarse a Hollywood en 1924. Sjöström trabajó principalmente en la era del cine mudo; sus películas más conocidas incluyen La carreta fantasma (1921), El que recibe las bofetadas (1924) y El viento (1928). Sjöström fue el director sueco más destacado de la edad de oro del cine mudo en Europa. Más tarde, desempeñó el papel principal en Fresas salvajes (1957) de Ingmar Bergman.

## Trayectoria
Nació el 20 de septiembre de 1879 en Silbodal, Värmland, como Victor David Sjöström. A la temprana edad de 1 año, su familia se trasladó a la ciudad de Nueva York, viviendo en Brooklyn. A los 7 años su madre falleció y la familia retornó a Suecia, asentándose en Estocolmo. Su interés por la actuación comenzó a los 17 años, cuando se incorporó a una compañía teatral ambulante.
Con el advenimiento de la industria del cine en Suecia, su carrera como actor comenzó a desarrollarse en este ambiente, logrando llegar a ser director, en 1912, en el Svenskabiografteatern donde dirigió más de 50 películas, en su mayoría mudas, participando además como actor en más de 40 filmes, hasta el año 1923. En 1921 dirigió la película Körkarlen, basada en la obra de Selma Lagerlöf, participando además como guionista. La película es considerada todo un clásico del cine fantástico y alegórico del cine mudo a nivel internacional, en la misma medida que los filmes de Fritz Lang (Metrópolis, 1927 / Una mujer en la luna, 1928), Robert Wiene (El gabinete del doctor Caligari, 1919) o Murnau (Nosferatu, eine Symphonie des Grauens, 1922).
En 1924 se trasladó a Hollywood, llamado por el productor Louis B. Mayer, dirigiendo, con el nombre Victor Seastrom, su primera película, Name The Man, para la productora Goldwyn Pictures Corporation, y luego He Who Gets Slapped (El que recibe las bofetadas) –con su apellido anglicanizado a Seastrom–, para la recientemente formada Metro-Goldwyn-Mayer, con las estrellas cinematográficas Lon Chaney, Norma Shearer y John Gilbert. 
Dirigió ocho filmes más, pero debido mayormente a las dificultades que presentaba el cine sonoro, decidió regresar a Suecia en 1930, retomando su profesión de actor hasta 1957, siendo su última participación, a los 78 años de edad, en la película Fresas salvajes, de Ingmar Bergman.
Algunas de sus obras mayores como director, aparte de las citadas, son Ingeborg Holm (1913), comprometida y realista visión de la cruda realidad de las personas pobres en la Suecia contemporánea, sin renunciar a la poesía en las imágenes; Terje Vigen (1917), sobre la miseria de las relaciones humanas de poder en tiempos de la Guerra napoleónica, donde el propio Sjöstrom interpretó el papel protagonista; Los proscritos (1918), adaptada de una obra teatral y considerada por la crítica internacional como una de las cumbres del cine mudo nórdico; El monasterio de Sendomir (1920), sobre una historia de infidelidad de enorme eficacia dramática; La mujer marcada (1926), primera adaptación de la célebre La letra escarlata de Nathaniel Hawthorne con Lillian Gish casi superando sus mejores interpretaciones para Griffith; El viento (1928), de nuevo con Gish en un drama rural de extraordinaria belleza y desgarrador aliento lírico, que supone junto a El beso (1929) de Jacques Feyder la última obra maestra del cine mudo norteamericano; La mujer divina (1928), donde Sjöstrom trabaja por fin en Hollywood con su compatriota Greta Garbo, en una película que evoca la vida de Sarah Bernhardt, y Bajo el manto escarlata (1937), con Conrad Veidt y Annabella enmarcados en exóticos paisajes.  
Junto con Mauritz Stiller (La leyenda de Gösta Berling, 1924 / Erotikon, 1920), se le considera como la figura más importante del cine mudo de Suecia. 
En 1957 protagonizó Fresas salvajes, una de las obras más importantes de Ingmar Bergman. Murió en Estocolmo, poco después, en 1960.

## Filmografía

### Como director
| Año  | Título original                                      | Título en español                       | Nota(s)                                                   |
| ---- | ---------------------------------------------------- | --------------------------------------- | --------------------------------------------------------- |
| 1912 | Ett hemligt giftermål                                | Ett hemligt giftermål                   | Cortometraje                                              |
| 1912 | Trädgårdsmästaren                                    | El jardinero                            | Cortometraje                                              |
| 1913 | Äktenskapsbyrån                                      | Äktenskapsbyrån                         | Cortometraje                                              |
| 1913 | Blodets röst                                         |                                         |                                                           |
| 1913 | Halvblod                                             |                                         |                                                           |
| 1913 | Ingeborg Holm                                        |                                         |                                                           |
| 1913 | Lady Marions sommarflirt                             | Lady Marions sommarflirt                | Mediometraje                                              |
| 1913 | Livets konflikter                                    |                                         |                                                           |
| 1913 | Löjen och tårar                                      | Löjen och tårar                         | Cortometraje                                              |
| 1913 | Miraklet                                             |                                         |                                                           |
| 1914 | Bra flicka reder sig själv                           | Bra flicka reder sig själv              | Mediometraje                                              |
| 1914 | Dömen icke                                           |                                         | Mediometraje                                              |
| 1914 | Gatans barn                                          |                                         | Mediometraje                                              |
| 1914 | Hjärtan som mötas                                    |                                         | Mediometraje                                              |
| 1914 | Högfjällets dotter                                   |                                         | Mediometraje                                              |
| 1914 | Kärlek starkare än hat eller skogsdotterns hemlighet |                                         | Mediometraje                                              |
| 1914 | Prästen                                              |                                         |                                                           |
| 1914 | Strejken                                             |                                         |                                                           |
| 1915 | Det var i maj                                        | Det var i maj                           | Cortometraje                                              |
| 1915 | En av de många                                       | En av de många                          | Mediometraje                                              |
| 1915 | Havsgamar                                            | Los buitres del mar                     | Mediometraje                                              |
| 1915 | I prövningens stund                                  |                                         | Mediometraje                                              |
| 1915 | Judaspengar                                          |                                         | Mediometraje                                              |
| 1915 | Landshövdingens döttrar                              |                                         | Mediometraje                                              |
| 1915 | Skomakare, bliv vid din läst                         |                                         | Mediometraje                                              |
| 1915 | Sonad skuld                                          |                                         | Mediometraje                                              |
| 1916 | Dödskyssen                                           | La extraña aventura del ingeniero Lebel | Mediometraje                                              |
| 1916 | Hon segrade                                          |                                         | Mediometraje                                              |
| 1916 | Skepp som mötas                                      |                                         | Mediometraje                                              |
| 1916 | Therèse                                              |                                         | Mediometraje                                              |
| 1917 | Terje Vigen                                          | Había una vez un hombre                 | Mediometraje                                              |
| 1917 | Tösen från Stormyrtorpet                             | La hija de la turbera                   |                                                           |
| 1918 | Berg-Ejvind och hans hustru                          | Los proscritos El forajido y su esposa  | Basada en el drama Fjalla-Eyvindur de Jóhann Sigurjónsson |
| 1919 | Hans nåds testamente                                 | El testamento de su señoría             |                                                           |
| 1919 | Hans nåds testamente                                 | La voz de los antepasados               |                                                           |
| 1920 | Karin Ingmarsdotter                                  | El camino de Dios                       |                                                           |
| 1920 | Klostret i Sendomir                                  | El monasterio de Sendomir               | Mediometraje                                              |
| 1920 | Mästerman                                            |                                         |                                                           |
| 1921 | Körkarlen                                            | La carreta fantasma                     |                                                           |
| 1922 | Det omringade huset                                  | Det omringade huset                     |                                                           |
| 1922 | Vem dömer                                            | La prueba del fuego                     |                                                           |
| 1923 | Eld ombord                                           | El bajel trágico                        |                                                           |
| 1924 | He Who Gets Slapped                                  | El que recibe las bofetadas             |                                                           |
| 1924 | Name the Man                                         |                                         |                                                           |
| 1925 | Confessions of a Queen                               | El trono vacante                        |                                                           |
| 1925 | The Tower of Lies                                    | Amor de padre                           |                                                           |
| 1926 | The Scarlet Letter                                   | La mujer marcada                        |                                                           |
| 1928 | The Divine Woman                                     | La mujer divina                         |                                                           |
| 1928 | The Masks of the Devil                               | La máscara del diablo                   |                                                           |
| 1928 | The Wind                                             | El viento                               |                                                           |
| 1930 | A Lady to Love                                       | La mujer que amamos                     |                                                           |
| 1930 | Die Sehnsucht jeder Frau                             |                                         |                                                           |
| 1930 | Väter und Söhne                                      |                                         |                                                           |
| 1931 | Markurells i Wadköping                               | Markurells i Wadköping                  |                                                           |
| 1937 | Under the Red Robe                                   | Bajo el manto escarlata                 |                                                           |

### Como actor
- Terje Vigen (1917) como Terje Vigen
- Thomas Graals bästa barn (1918) como Thomas Graal
- Körkarlen (1921) como David Holm
- Till glädje (1950), de Ingmar Bergman, como Sönderby
- Smultronstället (1957), de Ingmar Bergman, como Isak Borg